# Pat Hickey
Pat Hickey (né le 15 mai 1953 à Brantford, dans la province de l'Ontario au Canada) est un joueur professionnel canadien de hockey sur glace. Il est le frère du joueur de hockey de la LNH, Greg Hickey.

## Carrière en club
En 1970, il commence sa carrière avec les Red Wings de Hamilton dans la Association de hockey de l'Ontario. Il est choisi au cours du repêchage amateur 1973 dans la Ligue nationale de hockey par les Rangers de New York en 2e ronde, en 30e position. Il est choisi au cours du repêchage amateur de l'AMH 1973 dans la Association mondiale de hockey par les Toros de Toronto en 2e ronde, en 18e position. Il passe professionnel avec les Toros de Toronto dans la Association mondiale de hockey en 1973.

## Statistiques
| Saison     | Équipe                          | Ligue      |     | Saison régulière | Saison régulière | Saison régulière | Saison régulière | Saison régulière |   | Séries éliminatoires | Séries éliminatoires | Séries éliminatoires | Séries éliminatoires | Séries éliminatoires |
| Saison     | Équipe                          | Ligue      | PJ  | B                | A                | Pts              | Pun              | PJ               | B | A                    | Pts                  | Pun                  |                      |                      |
| 1970-1971  | Red Wings de Hamilton           | AHO        | 55  | 15               | 17               | 32               | 46               | -                | - | -                    | -                    | -                    |                      |                      |
| 1971-1972  | Red Wings de Hamilton           | AHO        | 58  | 21               | 39               | 60               | 78               | -                | - | -                    | -                    | -                    |                      |                      |
| 1972-1973  | Red Wings de Hamilton           | AHO        | 61  | 32               | 47               | 79               | 80               | -                | - | -                    | -                    | -                    |                      |                      |
| 1973-1974  | Toros de Toronto                | AMH        | 78  | 26               | 29               | 55               | 52               | 12               | 3 | 3                    | 6                    | 12                   |                      |                      |
| 1974-1975  | Toros de Toronto                | AMH        | 74  | 35               | 34               | 69               | 50               | 5                | 0 | 1                    | 1                    | 4                    |                      |                      |
| 1975-1976  | Rangers de New York             | LNH        | 70  | 14               | 22               | 36               | 36               | -                | - | -                    | -                    | -                    |                      |                      |
| 1976-1977  | Rangers de New York             | LNH        | 80  | 23               | 17               | 40               | 35               | -                | - | -                    | -                    | -                    |                      |                      |
| 1977-1978  | Rangers de New York             | LNH        | 80  | 40               | 33               | 73               | 47               | 3                | 2 | 0                    | 2                    | 0                    |                      |                      |
| 1978-1979  | Rangers de New York             | LNH        | 80  | 34               | 41               | 75               | 56               | 18               | 1 | 7                    | 8                    | 6                    |                      |                      |
| 1979-1980  | Rangers de New York             | LNH        | 7   | 2                | 2                | 4                | 10               | -                | - | -                    | -                    | -                    |                      |                      |
| 1979-1980  | Rockies du Colorado             | LNH        | 24  | 7                | 9                | 16               | 10               | -                | - | -                    | -                    | -                    |                      |                      |
| 1979-1980  | Maple Leafs de Toronto          | LNH        | 45  | 22               | 16               | 38               | 16               | 3                | 0 | 0                    | 0                    | 2                    |                      |                      |
| 1980-1981  | Maple Leafs de Toronto          | LNH        | 72  | 16               | 33               | 49               | 49               | 2                | 0 | 0                    | 0                    | 0                    |                      |                      |
| 1981-1982  | Maple Leafs de Toronto          | LNH        | 1   | 0                | 0                | 0                | 0                | -                | - | -                    | -                    | -                    |                      |                      |
| 1981-1982  | Rangers de New York             | LNH        | 53  | 15               | 14               | 29               | 32               | -                | - | -                    | -                    | -                    |                      |                      |
| 1981-1982  | Nordiques de Québec             | LNH        | 7   | 0                | 1                | 1                | 4                | 15               | 1 | 3                    | 4                    | 21                   |                      |                      |
| 1982-1983  | Blues de Saint-Louis            | LNH        | 1   | 0                | 0                | 0                | 0                | -                | - | -                    | -                    | -                    |                      |                      |
| 1982-1983  | Golden Eagles de Salt Lake City | LCH        | 36  | 13               | 12               | 25               | 28               | 6                | 1 | 0                    | 1                    | 2                    |                      |                      |
| 1983-1984  | Blues de Saint-Louis            | LNH        | 67  | 9                | 11               | 20               | 24               | 11               | 1 | 1                    | 2                    | 6                    |                      |                      |
| 1984-1985  | Blues de Saint-Louis            | LNH        | 57  | 10               | 13               | 23               | 32               | 3                | 0 | 0                    | 0                    | 2                    |                      |                      |
| Totaux LNH | Totaux LNH                      | Totaux LNH | 644 | 192              | 212              | 404              | 351              | 55               | 5 | 11                   | 16                   | 37                   |                      |                      |
| Totaux AMH | Totaux AMH                      | Totaux AMH | 152 | 61               | 63               | 124              | 102              | 17               | 3 | 4                    | 7                    | 16                   |                      |                      |
| Totaux AHO | Totaux AHO                      | Totaux AHO | 174 | 68               | 103              | 171              | 204              | -                | - | -                    | -                    | -                    |                      |                      |

## Transactions
- Le 11 novembre 1980 : échangé aux Rockies du Colorado par les Rangers de New York avec Lucien DeBlois, Dean Turner et des considérations futures en retour de Barry Beck.
- Le 28 décembre 1979: échangé aux Maple Leafs de Toronto par les Rockies du Colorado avec Wilf Paiement en retour de Lanny McDonald et de Joel Quenneville.
- Le 16 octobre 1971 : échangé aux Rangers de New York par les Maple Leafs de Toronto en retour d'un choix de 5e ronde au repêchage de 1982 (qui sélectionne Sylvain Charland).
- Le 30 décembre 1981 : échangé aux Nordiques de Québec par les Rangers de New York avec Jere Gillis en retour de Robbie Ftorek et un choix de 8e ronde au repêchage de 1982 (qui sélectionne Brian Glynn).
- Le 4 août 1982 : échangé aux Blues de Saint-Louis par les Nordiques de Québec en retour de Rick Lapointe.